# Del Giocondo

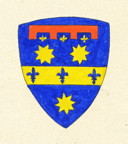
Stemma Del Giocondo Firenze

I Del Giocondo o Giocondi sono una famiglia storica di Firenze.

## Storia
Derivano il loro cognome da Iacopo di Bartolomeo detto "Giocondo", un artigiano che, alla fine del XIV secolo, aveva istituito a Firenze un'attività di costruzione di botti. Nel corso del Quattrocento, i discendenti dell'illustre avo cominciarono ad usare il suo soprannome come cognome. I Giocondi lasciarono l'attività artigianale per darsi al commercio di tessuti pregiati, come la seta.
Il membro più illustre della famiglia fu Francesco di Bartolomeo del Giocondo, nato nel 1465, quando la famiglia del Giocondo aveva raggiunto un'agiata condizione economica e una discreta posizione sociale. Francesco iniziò sin da giovane a lavorare nell'azienda di famiglia e nel 1491 sposò Camilla Rucellai, appartenente alla famiglia Rucellai, una delle più illustri famiglie fiorentine dell'epoca. Camilla muore tre anni dopo, appena diciottenne, lasciando Francesco con un bimbo di un anno, Bartolomeo. Si risposò con Tommasa di Mariotto Villani, nel 1493.
Il 5 marzo 1495, Lisa Gherardini, all'età di quindici anni, sposò, su imposizione del nonno Mariotto, Francesco, cosa che consolidò il legame tra le famiglie Del Giocondo e Gherardini. Lo sposo aiutò economicamente quella parte della famiglia Gherardini rimasta in Firenze, e che stava perdendo la florida posizione economica di un tempo. Nel XVI secolo, si ricorda la carmelitana madre Evangelista del Giocondo (1534-1626), formatrice e poi priora della celebre mistica fiorentina S. Maria Maddalena de' Pazzi, nel monastero di S. Maria degli Angeli in Borgo S. Frediano. Nelle Vite de' Santi e Beati fiorentini del 1742, è annoverata tra i Servi di Dio.
La famiglia del Giocondo aveva molti legami sia con i Medici, per motivi economici e politici, e con Leonardo da Vinci. Pare che Piero da Vinci, padre di Leonardo, notaio più importante di Firenze, e che si prodigava per trovare committenti al figlio, ebbe tra i suoi clienti proprio i Del Giocondo; inoltre, questi ultimi abitavano in Santissima Annunziata, vicino alla bottega di Leonardo.